# Vyšná Jedľová
Vyšná Jedľová és un poble i municipi d'Eslovàquia. Es troba a la regió de Prešov, al nord del país.

## Història
La primera referència escrita de la vila data del 1572.

## Demografia
| Godina             | 1994 | 2004   | 2014   | 2024   |
| ------------------ | ---- | ------ | ------ | ------ |
| Nombre de persones | 189  | 188    | 193    | 185    |
| Diferència         |      | −0,52% | +2,65% | −4,14% |

| Godina             | 2023 | 2024   |
| ------------------ | ---- | ------ |
| Nombre de persones | 181  | 185    |
| Diferència         |      | +2,20% |